# زكور

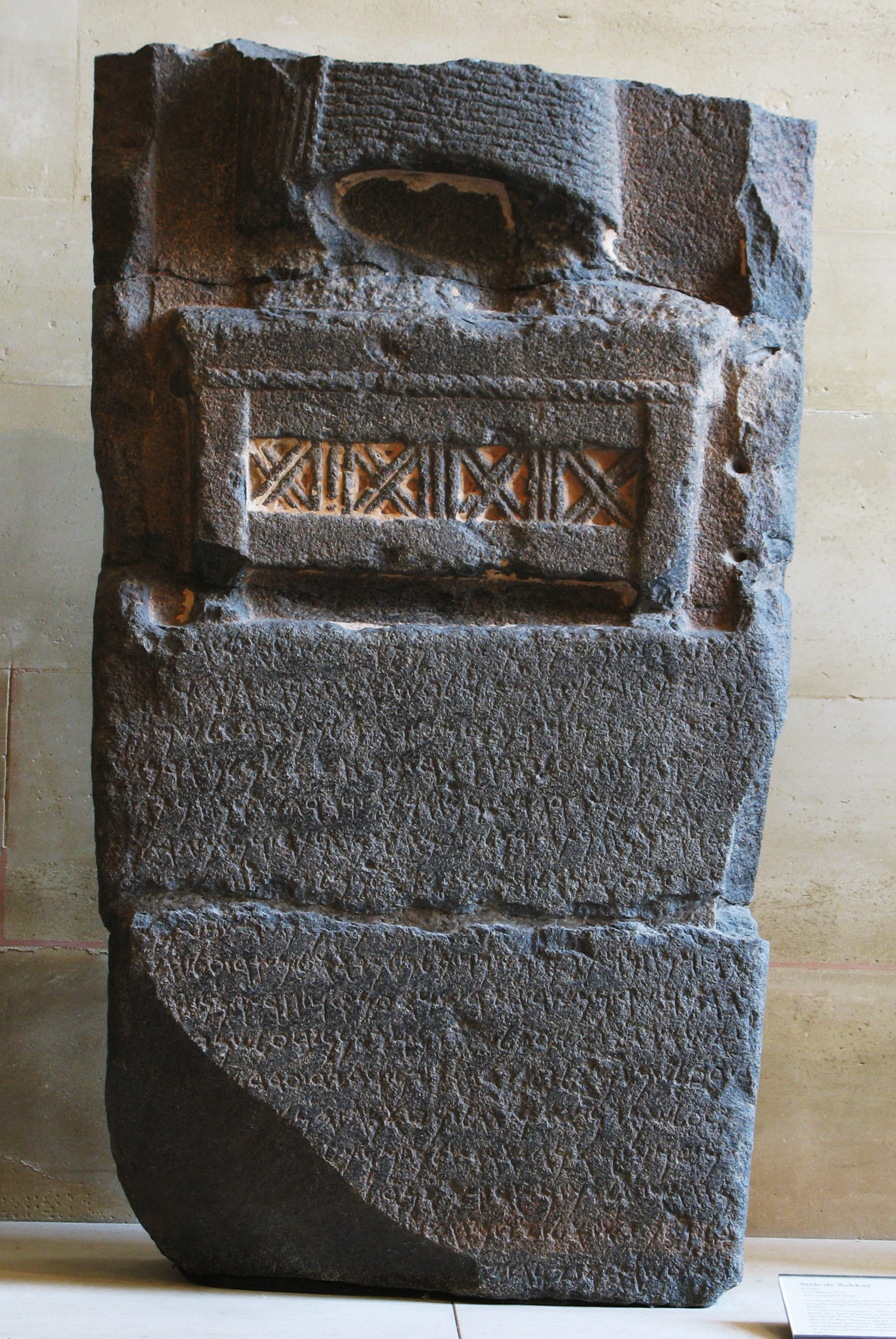
نصب زكور في متحف اللوفر

زكور (أو زاكر ) ملك لمملكة حماة القديمة ولوهوتي (المعروفة أيضًا باسم نوخاشي ) في سوريا . حكم حوالي عام 785 قبل الميلاد. معظم المعلومات عنه تأتي من لوحته البازلتية المعروفة باسم نقش زكور .

## تاريخ
كان إيرهوليني وابنه أوراتامي ملكان على حماة قبل زاكور. وقد سبق لإيرهوليني أن قاد تحالفًا ضد التوسع الآشوري تحت قيادة شلمنصر الثالث . نجح تحالفهم في عام 853 ق.م في معركة قرقار . وفي وقت لاحق، حافظ إيرهلويني على علاقات جيدة مع آشور. 
لا يُعرف الكثير عن زكور. وقد ورد ذكره لأول مرة في المصادر الآشورية ربما في عام 785 ق.م، في السنوات الأخيرة من حكم أداد نيراري الثالث .  إذ أمر أدد نيراري قائده شمشي إيلو بالتوسط في النزاع الحدودي بين زكور وعترسمك الأول من أرفاد كما يرد في نصب أنطاكية. 

الممالك الآرامية في القرن التاسع قبل الميلاد

يبدو أن زكور كان من سكان "عانا" (التي قد تشير إلى مدينة خنا/ ترقا ) على نهر الفرات ، والتي كانت حينها تحت نفوذ آشور. 
ويعتقد أن زكور هو مؤسس السلالة الآرامية في مدينة حماة.  فيما يعتبره بعض الباحثين مغتصبًا للعرش، لأن حماة كانت في السابق يحكمها ملوك يحملون أسماء لوفية أو حيثية جديدة. 
منطقة لوهوتي، التي حكمها زكور، معروفة بشكل أساسي من خلال الكتابات الآشورية.  إذ تصف هذه الكتابات لوهوتي بأنها بلاد ذات مدن وقوات عديدة. 
كانت عاصمة لوهوتي مدينة حزرك (تل آفس الحديثة؛ وكانت تُعرف باسم هاتاريكا عند الآشوريين)،   وتقع على بعد 45 كيلومترًا جنوب حلب .  وهو المكان الذي اكتشف فيه نصب زكور.
حوالي عام 796 قبل الميلاد دُمجت لوهوتي في مملكة حماة ؛  وشكلت المقاطعة الشمالية للمملكة. 

### الأحداث الموصوفة في المسلة
حوصر زكور في حزرك من قبل تحالف من الملوك الآراميين بتحريض من بن هدد الثالث ملك آرام دمشق ،  وقيادة ملك بيت أغوسي .  لكن زكور نجا من الحصار وأحيا ذكرى هذا الحدث من خلال تشييد نصب زكور التذكاري. 

## هوامش
1. ↑  Bryce، Trevor (2012). The world of the Neo-Hittite kingdoms : a political and military history. Oxford New York: Oxford University Press. ص. 135. ISBN:978-0199218721. مؤرشف من الأصل في 2023-02-17.
2. ↑  Luis Robert Siddall, The Reign of Adad-nīrārī III: An Historical and Ideological Analysis of An Assyrian King and His Times. BRILL, 2013 (ردمك 9004256148) p.37 نسخة محفوظة 2023-11-02 على موقع واي باك مشين.
3. ↑  Edward Lipiński, On the Skirts of Canaan in the Iron Age: Historical and Topographical Researches. Volume 153 of Orientalia Lovaniensia analecta, Peeters Publishers, 2006 (ردمك 9042917989)
4. ↑  Alan R. Millard, The Homeland of Zakkur, Semitica 39 [M. Sznycer Volume] (1990): 47-52.
5. ↑  Scott B. Noegel, The Zakkur Inscription. In: Mark W. Chavalas, ed. The Ancient Near East: Historical Sources in Translation. London: Blackwell (2006), 307-311 نسخة محفوظة 2024-06-24 على موقع واي باك مشين.
6. 1 2  John David Hawkins (10 مايو 2012). Corpus of Hieroglyphic Luwian Inscriptions: Volume 1, Inscriptions of the Iron Age: Part 1. Walter de Gruyter. pp. 400-401. ISBN:9783110804201. مؤرشف من الأصل في 2023-02-17.
7. ↑  Trevor Bryce (15 مارس 2012). The World of The Neo-Hittite Kingdoms: A Political and Military History. OUP Oxford. ص. 132. ISBN:978-0-19-150502-7. مؤرشف من الأصل في 2023-02-17.
8. 1 2  Trevor Bryce (10 سبتمبر 2009). The Routledge Handbook of the Peoples and Places of Ancient Western Asia. Routledge. ص. 296. ISBN:9781134159079. مؤرشف من الأصل في 2023-01-24.
9. ↑  I. E. S. Edwards؛ Cyril John Gadd؛ Nicholas Geoffrey Lemprière Hammondpage (1970). The Cambridge Ancient History: Early History of the Middle East. Part 2, Volume 1. Cambridge University Press. ص. 282. ISBN:9780521077910. مؤرشف من الأصل في 2023-09-28.
10. ↑  Holman Concise Bible Dictionary. B&H Publishing. 2011. ص. 282. ISBN:9780805495485. مؤرشف من الأصل في 2016-11-16.
11. ↑  Trevor Bryce (10 سبتمبر 2009). The Routledge Handbook of the Peoples and Places of Ancient Western Asia. Routledge. ص. 282. ISBN:9781134159086. مؤرشف من الأصل في 2020-08-11.
12. ↑  John Boardman (1924). The Cambridge Ancient History: The prehistory of the Balkans; and the Middle East and the Aegean world, tenth to eighth centuries B.C.. Volume 3. Part 1. Cambridge University Press. ص. 403. ISBN:9780521224963. مؤرشف من الأصل في 2016-05-05.
13. ↑  Trevor Bryce (15 مارس 2012). The World of The Neo-Hittite Kingdoms: A Political and Military History. OUP Oxford. ص. 166. ISBN:978-0-19-921872-1.
14. ↑  James Maxwell Miller (يناير 1986). A History of Ancient Israel and Judah. ص. 303. ISBN:9780664212629. مؤرشف من الأصل في 2020-09-15.